# Nitrur de calci
Nitrur de calci és un compost químic sòlid, un nitrur iònic de fórmula Ca₃N₂, constituït per cations Ca2+ i anions nitrur, N3-, que es presenta en forma de pols de color marró vermellenc.

## Estructura
El nitrur de calci es presenta en diverses formes cristal·lines, la més comuna és l'α-nitrur de calci, una estructura cristal·lina anti-bixbyita, similar a l'òxid de manganès(III), Mn₂O₃, però en aquest cas els ions es troben invertits: els de calci, Ca2+ es troben en els llocs dels anions òxid, O2-, i els anions nitrur, N3-, en el lloc dels cations manganès(+3), Mn3+. En aquesta estructura, els Ca2+ ocupen els llocs tetraèdrics, mentre que els nitrurs ocupen dos llocs octaèdrics diferents.

## Preparació
El nitrur de calci fou obtingut per primera vegada el 1892 en una forma impura pel químic francès Léon Maquenne (1853-1925) escalfant una amalgama de calci en un corrent de nitrogen. Posteriorment, el 1898, l'anglès Henri Moissan (1852-1907) en preparà escalfat calci en un recipient de níquel amb un corrent de nitrogen. La preparació del nitrur de calci es produeix per la fusió i refredament lent del calci en un corrent de nitrogen, per formar una estructura cristal·lina de gra gruixut que comença a absorbir el nitrogen als 300 °C, fins a arribar lentament als 800 °C, segons l'equació química:
{\displaystyle {\ce {3Ca_{(s)}~+~N2_{(g)}~->~Ca3N2_{(s)}}}}
El calci pur és gairebé passiu cap al nitrogen, però la presència de metalls més electropositius, com ara potassi i bari, acceleren el procés d'absorció, mentre que l'arseni i l'antimoni el retarden.
Un altre mètode de preparació descomposició per escalfament de l'amina {\displaystyle {\ce {Ca(NH_2)_2}}}en una atmosfera inert sense nitrogen:
{\displaystyle {\ce {Ca(NH2)2 ->[calor] Ca3N2 + 4NH3}}}

## Reaccions
Quan es crema calci en l'aire escalfant-lo a alta temperatura es combina amb l'oxigen i forma l'òxid de calci, {\displaystyle {\ce {CaO}}}, però també es combina amb el nitrogen formant nitrur de calci, {\displaystyle {\ce {Ca_3N_2}}}. Posteriorment pot reaccionar amb el vapor d'aigua per formar hidròxid de calci i amoníac.
{\displaystyle {\ce {Ca3N2 + 6H2O -> 3Ca(OH)2 + 2NH3}}}
Com l'òxid de sodi, el nitrur de calci pot absorbir hidrogen a una temperatura superior als 350 °C, produint l'hidrur nitrur de calci i l'hidrur de calci:
{\displaystyle {\ce {Ca3N2 + 2H2 -> 2CaNH + CaH2}}}